# Vest Garfild Park (Čikago)
Zapadni Garfild Park (engl. West Garfield Park) je jedna od 77 gradskih oblasti u Čikagu. Ova oblast je oko osam kilometara zapadno od centra grada.

## Istorija
Pre 1870 ovde su bile samo farme. Komisija za parkove zapadnog Čikaga (engl. West Chicago Park Commission) je 1870. napravila tri parka na zapadnom delu grada. Garfield Park je bio jedan od njih. On se tada zvao Centralni Park, sve do 1881. Pruga, na severnom delu komšiluka, je privukla sedam hiljada radnika sa njihovim porodicama u ovu oblast. Oni su bili uglavnom Irci i Skandinavci. Kompanija Sears, koja se nalazila na severnom delu susedne oblasti Severni Londejl, je takođe privukla radnike. 
Metro je stigao do oblasti u 1893, na Lejk ulicu. Međutim, Madison ulica je bila glavna u ovom komšiluku, jer je ipak na njoj bilo mnogo radnji, zabave, bioskopa, i hotela. 
Velike promene su krenule u 1950-tim godinama. Izgradnja auto-puta je proterala veliki broj ljudi. Takođe, crnci su dolazili u komšiluk iz susedne oblasti Istočnog Garfield Parka. Bio je neko vreme plan da se napravi Univerzitet Ilinoisa u Čikagu u ovom komšiluku, što bi između ostalog služilo kao barijera između crnaca i belaca. Međutim to nije bilo ostvareno i belci su postepeno napustili oblast dozvoljavajući da im kuće oronjavaju. Vremenom su ih prodali ili iznajmili u takvom lošem stanju crncima koji nisu imali sredstva za popravke. Već pre kraja 1960-tih je komšiluk imao status siromašnog. U 1970-tim godinama su crnci iz srednje klase isto tako napustili komšiluk. Od tad je mesto poprimilo još lošiji izgled, a pojavila se i droga među mnogobrojnim drugim socijalnim problemima.  

## Populacija
- 1930: 50,014 (belci 99.8%, crnci 0.1%)
- 1960: 45,611 (belci 83.6%, crnci 15.8%)
- 1990: 24,095 (belci 0.2%, crnci 99.3%)
- 2000: 23,019 (belci 0.7%, crnci 98.4%)[1]